# Tawęcino
Tawęcino [tavɛnˈt͡ɕinɔ] (deutsch Tauenzin, kaschubisch Tawãcëno) ist ein Dorf in der Gmina Nowa Wieś Lęborska in der polnischen Woiwodschaft Pommern. Es liegt 12 km nördlich von Nowa Wieś Lęborska (Neuendorf), 12 km nördlich von Lębork (Lauenburg) und 69 km nordwestlich von Danzig.
Bis 1945 bildete Tauenzin eine Landgemeinde im Landkreis Lauenburg i. Pom. in der preußischen Provinz Pommern. Zur Landgemeinde gehörten auch die Wohnplätze Evertshof und Karlkow.

## Söhne und Töchter des Ortes
- Friedrich Bogislav von Tauentzien (1710–1791), preußischer General
- Georg Evert (1856–1914), deutscher Verwaltungsjurist und Statistiker, Präsident des Preußischen Statistischen Landesamts